# Gare d'Amagasaki (Hanshin)
Pour les articles homonymes, voir Gare d'Amagasaki.
La gare d'Amagasaki (尼崎駅, Amagasaki-eki) est une gare ferroviaire de la ville d'Amagasaki, dans la préfecture de Hyōgo au Japon. Elle est gérée par la compagnie Hanshin.
Il existe une autre gare d'Amagasaki appartenant à la JR West. Elle est située à 2 km au nord-est.

## Situation ferroviaire
La gare d'Amagasaki est située au point kilométrique (PK) 8,9 de la ligne principale Hanshin. Elle marque le début de la ligne Hanshin Namba.

## Histoire
La gare est inaugurée le 12 avril 1905.

## Service des voyageurs

### Accueil
La gare dispose d'un bâtiment voyageurs, avec guichet, ouvert tous les jours.

### Desserte
- Ligne principale Hanshin :

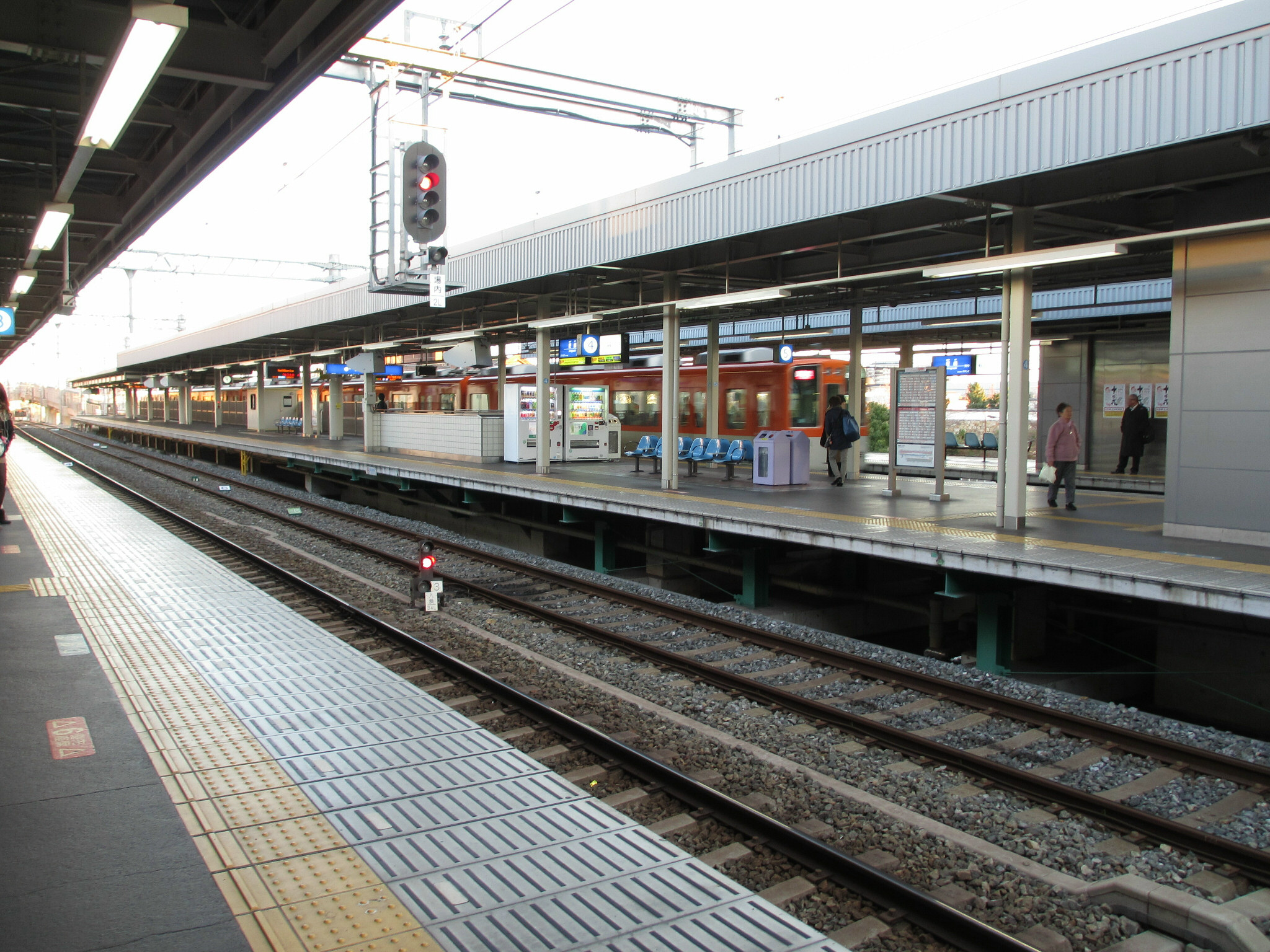
Vue des quais

  - voies 1 et 2 : direction Osaka-Umeda
  - voies 4 à 6 : direction Kobe-Sannomiya  et Kōsoku Kōbe (interconnexion avec la ligne principale Sanyō pour Sanyo Akashi et Sanyo Himeji)
- Ligne Hanshin Namba :
  - voie 3 : direction Osaka-Namba (interconnexion avec la ligne Kintetsu Namba pour Nara)